# Andrés Aldama
Andrés Aldama Cabrera (ur. 9 kwietnia 1956 w Matanzas) – kubański bokser, dwukrotny medalista olimpijski.

## Letnie Igrzyska Olimpijskie
Podczas letnich igrzysk olimpijskich w Montrealu zdobył srebrny medal w kategorii lekkopółśredniej (w finałowej walce pokonał go Sugar Ray Leonard), a podczas letnich igrzysk olimpijskich w Moskwie złoty medal w kategorii półśredniej.

## Igrzyska Panamerykańskie
W 1979 w San Juan na igrzyskach panamerykańskich zdobył złoty medal w kategorii półśredniej.